# Deepak Tangri
Deepak Tangri (Punjab, 1º febbraio 1999) è un calciatore indiano, centrocampista del Mohun Bagan SG.

## Carriera

### Club
Ha giocato nella prima divisione indiana.

### Nazionale
Dopo aver giocato con le nazionali giovanili indiane Under-20 ed Under-23, nel 2024 ha esordito in nazionale maggiore.

## Statistiche

### Presenze e reti nei club
| Stagione                                | Squadra                                 | Campionato                              | Campionato | Campionato | Coppe nazionali | Coppe nazionali | Coppe nazionali | Coppe continentali | Coppe continentali | Coppe continentali | Altre coppe | Altre coppe | Altre coppe | Totale | Totale |
| Stagione                                | Squadra                                 | Comp                                    | Pres       | Reti       | Comp            | Pres            | Reti            | Comp               | Pres               | Reti               | Comp        | Pres        | Reti        | Pres   | Reti   |
| --------------------------------------- | --------------------------------------- | --------------------------------------- | ---------- | ---------- | --------------- | --------------- | --------------- | ------------------ | ------------------ | ------------------ | ----------- | ----------- | ----------- | ------ | ------ |
| nov.2017-2018                           | Indian Arrows                           | IL                                      | 13         | 0          | SC              | 1               | 0               | -                  | -                  | -                  | -           | -           | -           | 14     | 0      |
| 2018-2019                               | Indian Arrows                           | IL                                      | 16         | 0          | SC              | 2               | 0               | -                  | -                  | -                  | -           | -           | -           | 18     | 0      |
| Totale Indian Arrows                    | Totale Indian Arrows                    | Totale Indian Arrows                    | 29         | 1          |                 | 3               | 0               |                    | -                  | -                  |             | 0           | 0           | 32     | 1      |
| 2019-2020                               | Chennaiyin                              | ISL                                     | 5          | 0          | -               | -               | -               | -                  | -                  | -                  | -           | -           | -           | 5      | 0      |
| 2020-2021                               | Chennaiyin                              | ISL                                     | 17         | 0          | -               | -               | -               | -                  | -                  | -                  | -           | -           | -           | 17     | 0      |
| Totale Chennaiyin                       | Totale Chennaiyin                       | Totale Chennaiyin                       | 22         | 0          |                 | -               | -               |                    | -                  | -                  |             | -           | -           | 22     | 0      |
| ago. 2021                               | ATK Mohun Bagan                         | ISL                                     | -          | -          | -               | -               | -               | AFC Cup            | 3                  | 0                  | -           | -           | -           | 3      | 0      |
| 2021-2022                               | ATK Mohun Bagan                         | ISL                                     | 17+1       | 0          | -               | -               | -               | AFC Cup            | 5                  | 0                  | DC          | -           | -           | 23     | 0      |
| 2022-2023                               | ATK Mohun Bagan                         | ISL                                     | 11         | 0          | SC              | 2               | 0               | QAFC Cup           | -                  | -                  | DC          | 3           | 0           | 14     | 0      |
| 2023-2024                               | Mohun Bagan Super Giant                 | ISL                                     | 15+3       | 2          | SC              | -               | -               | AFC Cup            | 2                  | 0                  | DC          | 0           | 0           | 20     | 2      |
| 2024-2025                               | Mohun Bagan Super Giant                 | ISL                                     | 16+2       | 0          | SC              | 2               | 0               | AFC2               | 1                  | 0                  | DC          | 2           | 0           | 23     | 0      |
| 2025-2026                               | Mohun Bagan Super Giant                 | ISL                                     | 0          | 0          | SC              | 0               | 0               | AFC2               | 0                  | 0                  | DC          | 3           | 0           | 3      | 0      |
| Totale ATK Mohun Bagan / Mohun Bagan SG | Totale ATK Mohun Bagan / Mohun Bagan SG | Totale ATK Mohun Bagan / Mohun Bagan SG | 65         | 2          |                 | 2               | 0               |                    | 11                 | 0                  |             | 8           | 0           | 86     | 2      |
| Totale carriera                         | Totale carriera                         | Totale carriera                         | 116        | 3          |                 | 5               | 0               |                    | 11                 | 0                  |             | 8           | 0           | 140    | 3      |

### Cronologia presenze e reti in nazionale
| Cronologia completa delle presenze e delle reti in nazionale ― India | Cronologia completa delle presenze e delle reti in nazionale ― India | Cronologia completa delle presenze e delle reti in nazionale ― India | Cronologia completa delle presenze e delle reti in nazionale ― India | Cronologia completa delle presenze e delle reti in nazionale ― India | Cronologia completa delle presenze e delle reti in nazionale ― India | Cronologia completa delle presenze e delle reti in nazionale ― India | Cronologia completa delle presenze e delle reti in nazionale ― India |
| Data                                                                 | Città                                                                | In casa                                                              | Risultato                                                            | Ospiti                                                               | Competizione                                                         | Reti                                                                 | Note                                                                 |
| -------------------------------------------------------------------- | -------------------------------------------------------------------- | -------------------------------------------------------------------- | -------------------------------------------------------------------- | -------------------------------------------------------------------- | -------------------------------------------------------------------- | -------------------------------------------------------------------- | -------------------------------------------------------------------- |
| 13-1-2024                                                            | Al Rayyan                                                            | Australia                                                            | 2 – 0                                                                | India                                                                | Coppa d'Asia 2023 - 1º turno                                         | -                                                                    | 79’                                                                  |
| 18-1-2024                                                            | Al Rayyan                                                            | India                                                                | 0 – 3                                                                | Uzbekistan                                                           | Coppa d'Asia 2023 - 1º turno                                         | -                                                                    | 84’                                                                  |
| 23-1-2024                                                            | Al Khawr                                                             | Siria                                                                | 1 – 0                                                                | India                                                                | Coppa d'Asia 2023 - 1º turno                                         | -                                                                    | 64’                                                                  |
| 21-3-2024                                                            | Khamis Mushait                                                       | Afghanistan                                                          | 0 – 0                                                                | India                                                                | Qual. Mondiali 2026                                                  | -                                                                    | 74’ 87’                                                              |
| Totale                                                               |                                                                      | Presenze                                                             | 4                                                                    |                                                                      | Reti                                                                 | 0                                                                    |                                                                      |

## Palmarès

### Competizioni nazionali
- Indian Super League: 2

ATK Mohun Bagan: 2022-2023
Mohun Bagan SG: 2024-2025
- Durand Cup: 1

Mohun Bagan SG: 2023
- ISL Shield: 2

Mohun Bagan SG: 2023-2024, 2024-2025